# SN 2000ab
SN 2000ab – supernowa odkryta 4 marca 2000 roku w galaktyce A082705-0015. W momencie odkrycia miała maksymalną jasność 20,20m.